# Sunshine (Fly So High)
Pour les articles homonymes, voir Sunshine.
Singles de Mike Candys
2012 (If the World Would End)
(2012)
Pistes de Smile
Insomnia
(4) Together Again
(6)
Sunshine (Fly So High) est une chanson du DJ et compositeur suisse Mike Candys en collaboration avec la chanteuse suisse Sandra Wild. 6e et dernier single extrait de son premier album studio Smile (2011) sortie en juin 2012 sous le label Wombat / Sirupmusic. Sunshine (Fly So High) se classe dans 3 hit-parades de pays germanophone différents : 21e dans le pays d'origine du DJ en Suisse, 20e en Autriche et 46e en Allemagne.

## Clip vidéo
Le clip vidéo de Sunshine (Fly So High) sort le 14 juin 2012 par le biais du label sirupmusic sur le site de partage YouTube, la vidéo dure 2 minutes et 59 secondes ; le clip met en scène Mike Candys qui se promène au bord de la plage dans une île. Puis en deuxième partie du clip le DJ anime une fête au bord d'une piscine.

## Classement par pays
| Classement (2012)            | Meilleure position |
| ---------------------------- | ------------------ |
| Allemagne (Media Control AG) | 46                 |
| Autriche (Ö3 Austria Top 40) | 20                 |
| Suisse (Schweizer Hitparade) | 21                 |